# Pellorneum
Pellorneum é um género de ave da família Timaliidae.

## Espécies
Este género contém as seguintes 18 espécies:
- Pellorneum ruficeps
- Pellorneum fuscocapillus
- Pellorneum palustre
- Pellorneum nigrocapitatum
- Pellorneum capistratum
- Pellorneum capistratoides
- Pellorneum malaccense
- Pellorneum saturatum
- Pellorneum poliogene
- Pellorneum cinereiceps
- Pellorneum albiventre
- Pellorneum tickelli
- Pellorneum buettikoferi
- Pellorneum pyrrogenys
- Pellorneum rostratum
- Pellorneum macropterum
- Pellorneum bicolor
- Pellorneum celebense